# Peregrino de Auxerre
Peregrino de Auxerre (em latim: Peregrinus; em francês:  Saint Pélérin; em italiano:  San Pellegrino) foi o primeiro bispo de Auxerre e o responsável pela construção da catedral da cidade. Uma tradição local afirma que ele era um padre romano nomeado pelo papa Sisto II para evangelizar a região a pedido dos cristãos daquela parte da Gália. Peregrino pregou em Marselha, Lyon e converteu a maioria dos habitantes de Auxerre ao cristianismo.

## História
Segundo o Martyrologium Hieronymianum, Peregrino foi torturado e decapitado em Vico Baiaco (Bouhy), na moderna Nièvre, durante as perseguições de Diocleciano.
Seu leitor, Joviniano, que também é venerado como santo, também foi martirizado. Entre outros companheiros mortos estão Marso, seu sacerdote, Corcôdomo, seu diácono, e  Joviano, seu sub-diácono.

## Veneração
Historiadores postulam que Peregrino provavelmente não foi bispo, mas apenas um missionário enviado para evangelizar a zona rural da região. No século IX, clérigos de Auxerre criaram seu mártir local como sendo o primeiro bispo da cidade.
No século VII, algumas de suas relíquias foram transladadas da Abadia de Saint-Denis. O papa Leão XIII ordenou a construção da igreja de San Pellegrino in Naumachia, dedicada a São Peregrino, em Roma, perto do Hospitale Francorum'', que servia aos peregrinos franceses.